# Une femme en éclats
Une femme en éclats (chinois traditionnel : 她和她的她) est une série télévisée taïwanaise. Constituée de neuf épisodes et écrite par Wen Yu-Fang, elle est disponible à partir du 28 octobre 2022 sur la plate-forme de vidéo à la demande Netflix,.

## Synopsis
Tout semble aller pour le mieux dans la vie de Lin Chen Xi, une chasseuse de tête d'élite de sa compagnie dont le partenaire, Li Hao Ming, veut l'épouser. Mais peu à peu, son monde semble s'écrouler alors que son passé refait surface. Que s'est-il passé lorsque Chen Xi était jeune ? Et quel est le lien entre le passé torturé de la jeune femme et le meurtre récent d'un vieux professeur ?,,

## Distribution

### Acteurs principaux
- Hsu Wei-ning : Lin Chen-hsi
- Toby Lee : Li Hao Ming / Liu Chang Yu
- Wen Chen-ling : Yang Jia Ying
- Lee Pei-Yu : Chen Zhi Ling
- Chen Yi-wen : Hsieh Chih-chung, professeur du collège de Lin Ch'en-hs
- Alyssa Chia : Yan Sheng Hua , l'élève de terminale
- Tammy Lin : Chen Zhi Ling, version Jeune

### Acteurs récurrents
- Sara Yu : Xu Hui Zhen
- Ding Ning : Qiu Wan Fen
- Vins Wang : Lin You Cheng
- Jake Hsu : Lin Zhen Ye
- Wu Kang-ren : Du Jun Ru
- George Hu : Jiang Yuan
- Puff Kuo  : Ke Ke
- JC Lin : Ke Di Yang
- Simon Hsueh : Guan Xiang Li
- Jane Liao : Fang Mei Yin
- Tuan Chun Hao : Chen Ming Qian
- Liang Ru Xuan : Luo Xiao Nan

## Fiche technique
- Titre original :  她和她的她 (pinyin : Tā hé tā de tā)
- Titre international, français et québécois : Une femme en éclats ou Shards of Her
- Création : Wen Yu-Fang
- Réalisation : Cho Li
- Société de production : Gala Television
- Société de distribution : Netflix
- Pays de production : Taïwan
- Langue originale : mandarin standard, minnan
- Format : couleur
- Genres : drame
- Nombre de saisons : 1
- Nombre d'épisodes : 9
- Durée : 45-51 minutes par épisode
- Date de première diffusion
  - Monde : 28 octobre 2022 sur Netflix

## Prix et nominations[6]
| Année | Prix                                 | Catégorie                                                                | Destinataire(s)     | Résultat |
| ----- | ------------------------------------ | ------------------------------------------------------------------------ | ------------------- | -------- |
| 2023  | 58e cérémonie des Golden Bell Awards | Meilleure mini-série                                                     | Une femme en éclats | Nommé    |
| 2023  | 58e cérémonie des Golden Bell Awards | Meilleure réalisation pour une mini-série ou un téléfilm                 | Cho Li              | Nommé    |
| 2023  | 58e cérémonie des Golden Bell Awards | Meilleure écriture pour une mini-série ou un téléfilm                    | Wen Yu-fang         | Gagné    |
| 2023  | 58e cérémonie des Golden Bell Awards | Meilleur acteur dans une mini-série ou un téléfilm                       | Toby Lee            | Gagné    |
| 2023  | 58e cérémonie des Golden Bell Awards | Meilleure actrice dans une mini-série ou un téléfilm                     | Hsu Wei Ning        | Gagné    |
| 2023  | 58e cérémonie des Golden Bell Awards | Meilleure actrice dans un second rôle dans une mini-série ou un téléfilm | Ding Ning           | Nommé    |
| 2023  | 58e cérémonie des Golden Bell Awards | Meilleur nouveau venu dans une mini-série ou un téléfilm                 | Charlize Lamb       | Gagné    |